# Franz Fuchsberger
Franz Fuchsberger est un footballeur autrichien né le 28 septembre 1910 à Wolfsbach et décédé le 27 octobre 1992 à Linz. Il évoluait au poste d'attaquant.

## Carrière
Il participe avec la sélection olympique autrichienne aux Jeux olympiques de Berlin en 1936. Lors du tournoi olympique, il joue quatre matchs : contre l'Égypte, le Pérou, la Pologne et enfin l'Italie. La sélection autrichienne remporte la médaille d'argent.

## Palmarès
- Médaillé d'argent lors des Jeux olympiques de 1936 avec l'équipe d'Autriche